# Hemitelia venosa
Hemitelia venosa là một loài dương xỉ trong họ Cyatheaceae. Loài này được Rchb. mô tả khoa học đầu tiên..
Danh pháp khoa học của loài này chưa được làm sáng tỏ. 